# 25. srpen
25. srpen je 237. den roku podle gregoriánského kalendáře (238. v přestupném roce). Do konce roku zbývá 128 dní.

## Události

### Česko
- 1897 – V Liberci byl zahájen provoz úzkorozchodné elektrické tramvaje.
- 1921 – Malíř Jaroslav Panuška navždy odváží spisovatele Jaroslava Haška a jeho ženu Šuru z Prahy do Lipnice nad Sázavou, aby tam Hašek mohl nerušeně pracovat na románu Osudy dobrého vojáka Švejka za světové války.
- 1944 – Při americkém náletu na německý zbrojní průmysl v Brně zemřelo okolo 200 lidí.
- 1969 – V Mladé Boleslavi byla zahájena sériová výroba automobilů Škoda 100/110.
- 1990 – Při železniční nehodě u Spálova na Semilsku zahynulo 14 lidí a 32 jich bylo zraněno.
- 2006 – Miroslav Kalousek opustil post předsedy KDU-ČSL.

### Svět
- 1270 – Po smrti francouzského krále Ludvíka IX. na trůn nastupuje jeho syn Filip III. Smělý.
- 1609 – Astronom Galileo Galilei předvedl v Benátkách svůj první dalekohled.
- 1825 – Uruguay vyhlásila nezávislost.
- 1830 – Začalo belgické povstání proti nizozemské nadvládě.
- 1875 – Angličan Matthew Webb jako první člověk přeplaval Lamanšský průliv.
- 1912 – Sunjatsen založil v Kuang-tungu čínskou nacionalistickou stranu Kuomintang.
- 1914 – První světová válka, východní fronta: Rakousko-uherská 1. armáda porazila ruskou 4. armádu v bitvě u Krašniku.
- 1920 – Rusko-polská válka: polským vítězstvím skončila bitva u Varšavy.
- 1939 – V Mostech u Jablunkova proběhl incident mezi polskou a německou armádou.
- 1944 – Osvobození Paříže; do města vstupuje Charles de Gaulle, jeho doprovodu velí důstojník armády Svobodné Francie Ivan Matoušek.
- 1956 – V Baltském moři byl objeven vrak švédské válečné lodi Vasa ze 17. století.
- 1960 – V Římě byly zahájeny XVII. Letní olympijské hry.
- 1967 – Ve Virginii byl zavražděn George Lincoln Rockwell, zakladatel americké nacistické strany.
- 1968 – Demonstrace na Rudém náměstí proti invazi vojsk Varšavské smlouvy do Československa.
- 1985 – Při leteckém neštěstí v Maine zemřela mírová aktivistka Samantha Smithová.
- 1991
  - Vypukla tříměsíční bitva o Vukovar.
  - Bělorusko vyhlásilo nezávislost.
- 2003 – Z Cape Canaveral byl vypuštěn Spitzerův vesmírný dalekohled.
- 2007 – Začaly ničivé požáry v Řecku.
- 2012 – Vesmírná sonda Voyager 1 opustila sluneční soustavu a vstoupila do mezihvězdného prostoru.

## Narození
Automatický abecedně řazený seznam viz Kategorie:Narození 25. srpna

### Česko

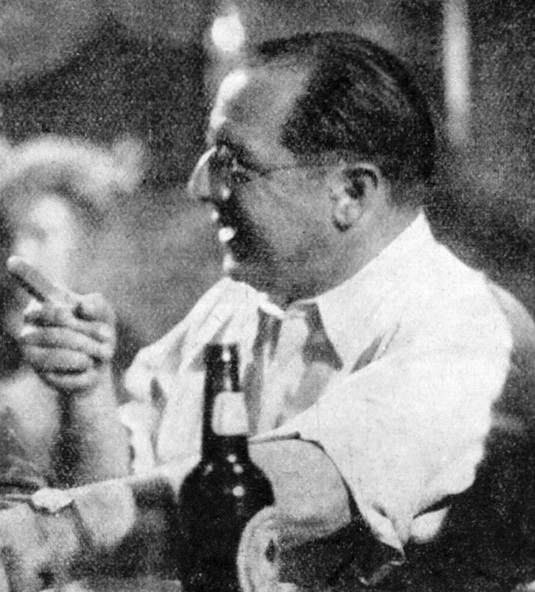
Georg Wilhelm Pabst (* 1885)

- 1828 – Ludwig von Schwarzenfeld, poslanec Českého zemského sněmu († 25. ledna 1892)
- 1867 – Sigismund Bouška, katolický básník a literární kritik († 29. srpen 1942)
- 1885 – Georg Wilhelm Pabst, rakouský filmový režisér († 29. května 1967)
- 1897 – Jaroslav Řídký, hudební skladatel a dirigent († 14. srpna 1956)
- 1899 – Jaroslav Hájíček, voják, zpravodajský důstojník a odbojář († 21. března 1978)
- 1906 – Josef Kuchynka, učitel, psycholog a spisovatel († 2. června 1978)
- 1908 – Alois Vašátko, stíhací pilot RAF († 21. června 1942)
- 1910 – Bohumil Kulínský, sbormistr a hudební pedagog († 11. dubna 1988)
- 1916 – Václav Kindl, voják a velitel výsadku Intransitive († 20. května 1944)
- 1924
  - Karel Hlušička, herec a rozhlasový režisér († 10. listopadu 2016)
  - Miloš Vavruška, herec († 20. dubna 2003)
- 1925 – Miroslav Plzák, lékař († 13. listopadu 2010)
- 1928 – Miloslav Štibich, herec († 22. června 1992)
- 1929 – Antonín Šůra, herec († 30. listopadu 1969)
- 1932 – Stanislav Kratochvíl, klinický psycholog († 29. června 2024)
- 1933 – Luděk Frýbort, exilový spisovatel († 20. listopadu 2019)
- 1944 – Alfréd Michalík, politik ČSSD
- 1947
  - Zdeněk Potužil, režisér, scenárista, dramaturg, spisovatel († 14. srpna 2023)
  - Jan Veleba, zemědělský odborník a politik
- 1948 – Tom Zajíček, sociolog a politik († 17. února 2014)
- 1949 – Miroslav Šafařík, ragbista a fotbalový trenér († 8. listopadu 2003)
- 1960 – Jan Borna, divadelní režisér a básník († 16. ledna 2017)
- 1980
  - Marie Šabacká, polární mikrobioložka
  - Lukáš Langmajer, herec
- 1982 – David Kalivoda, fotbalista

### Svět

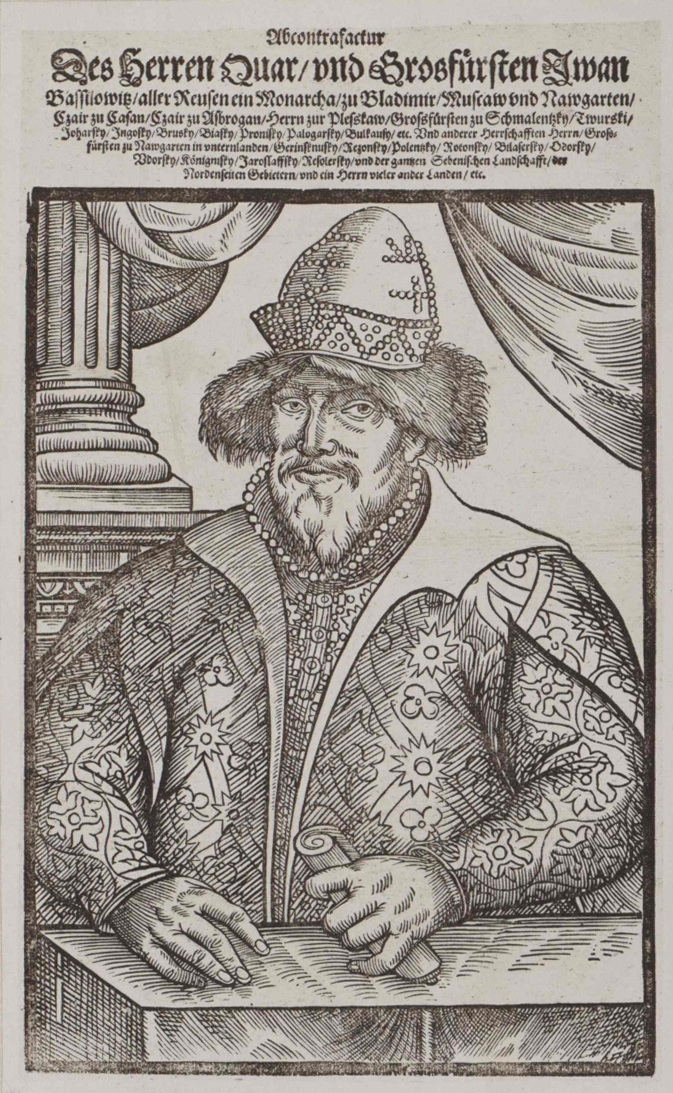
Ivan IV. Hrozný (* 1530)

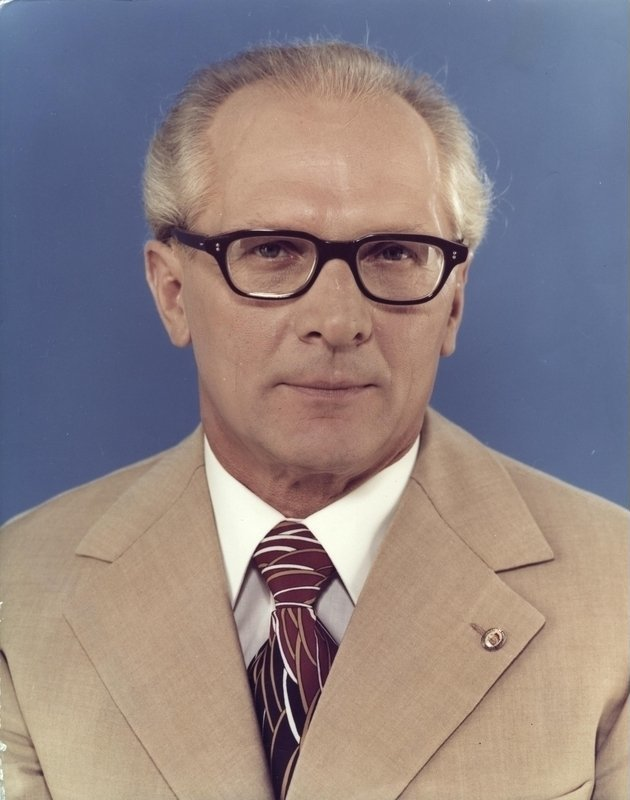
Erich Honecker (* 1912)

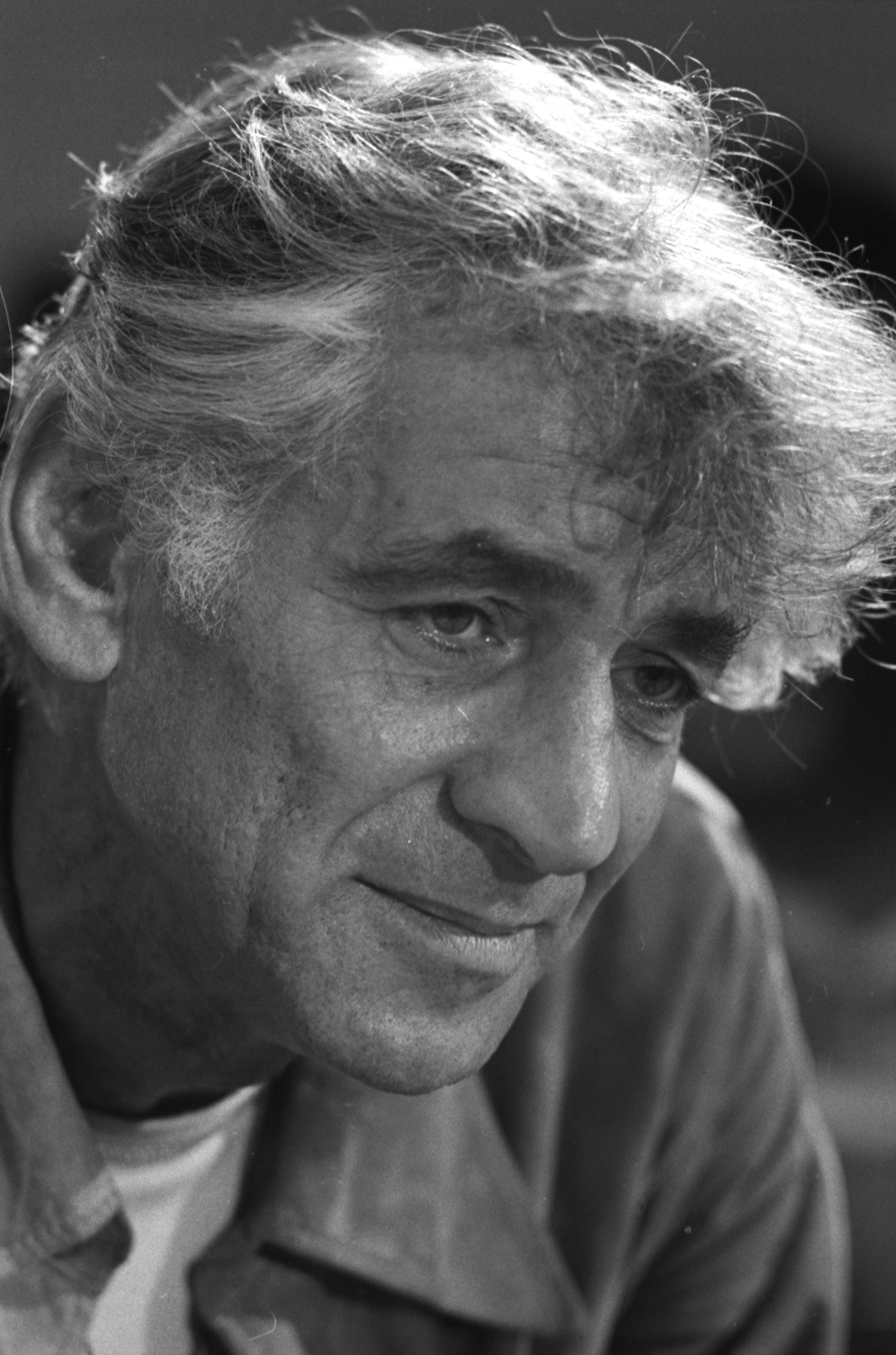
Leonard Bernstein (* 1918)

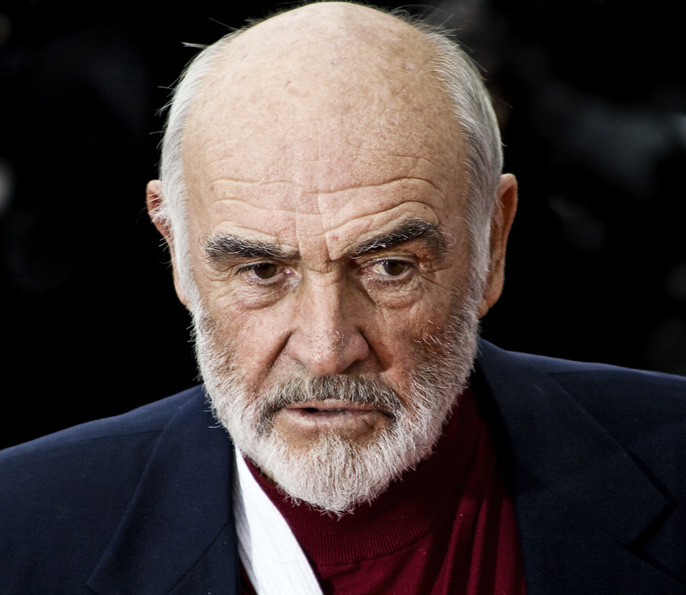
Sean Connery (* 1930)

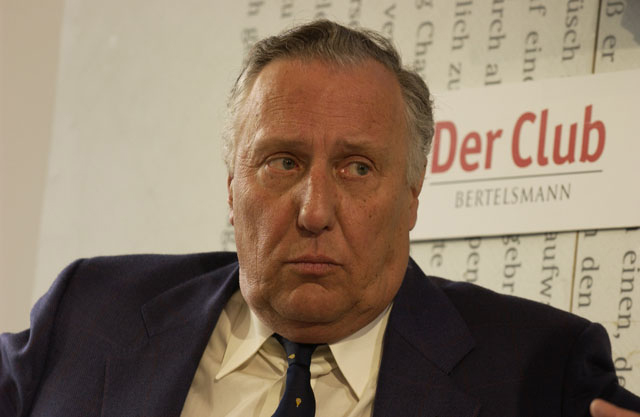
Frederick Forsyth (* 1938)

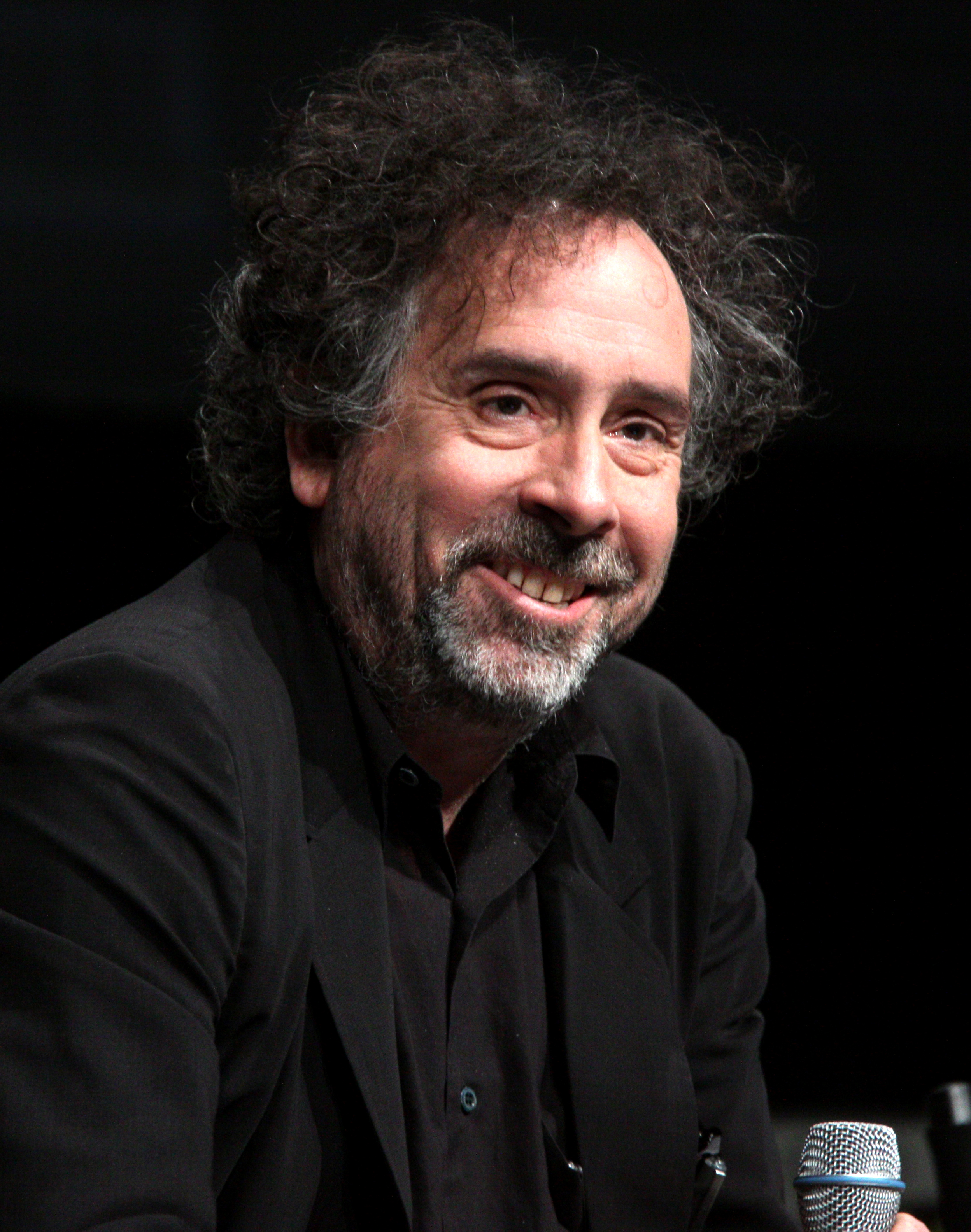
Tim Burton (* 1958)

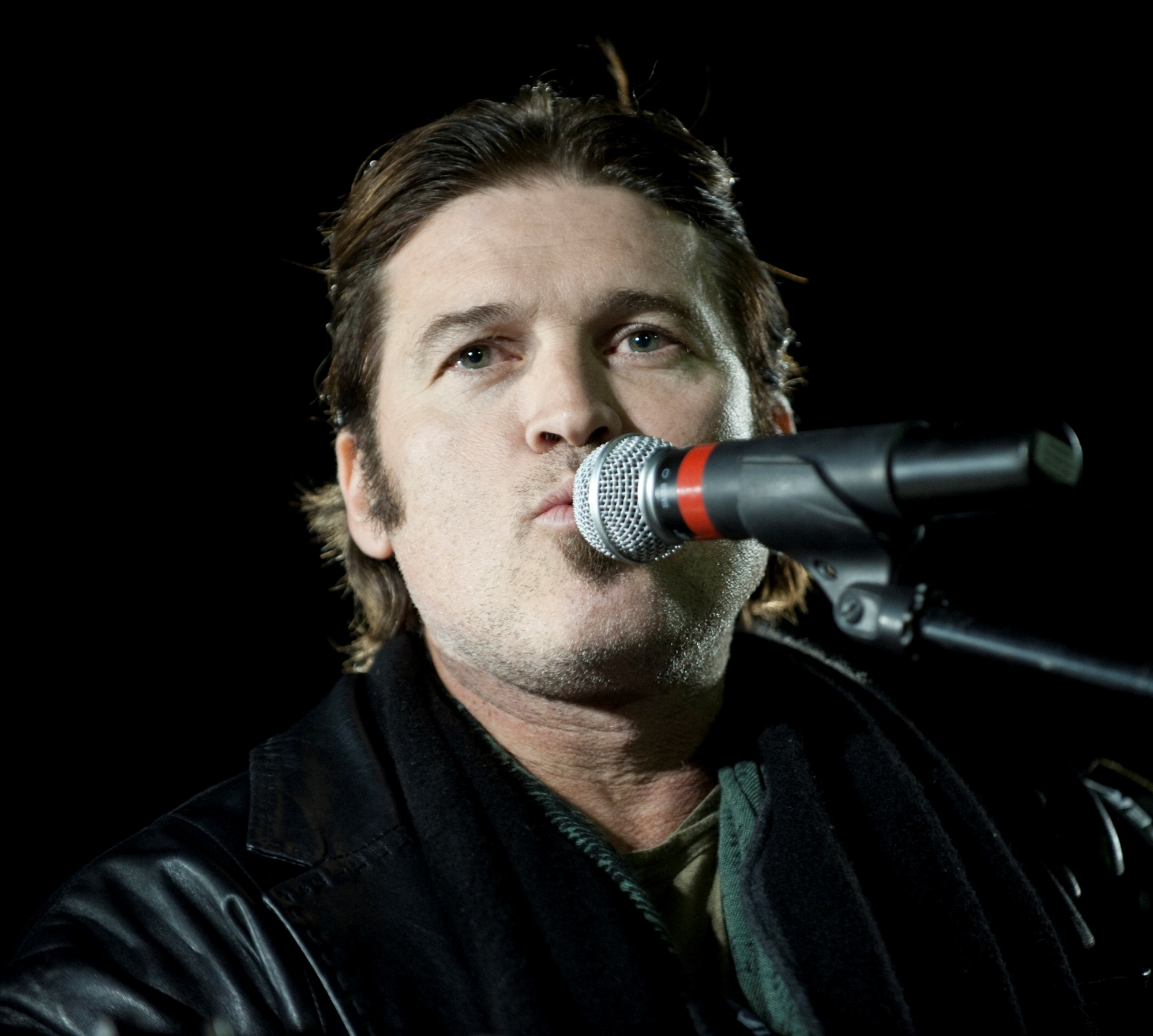
Billy Ray Cyrus (* 1961)

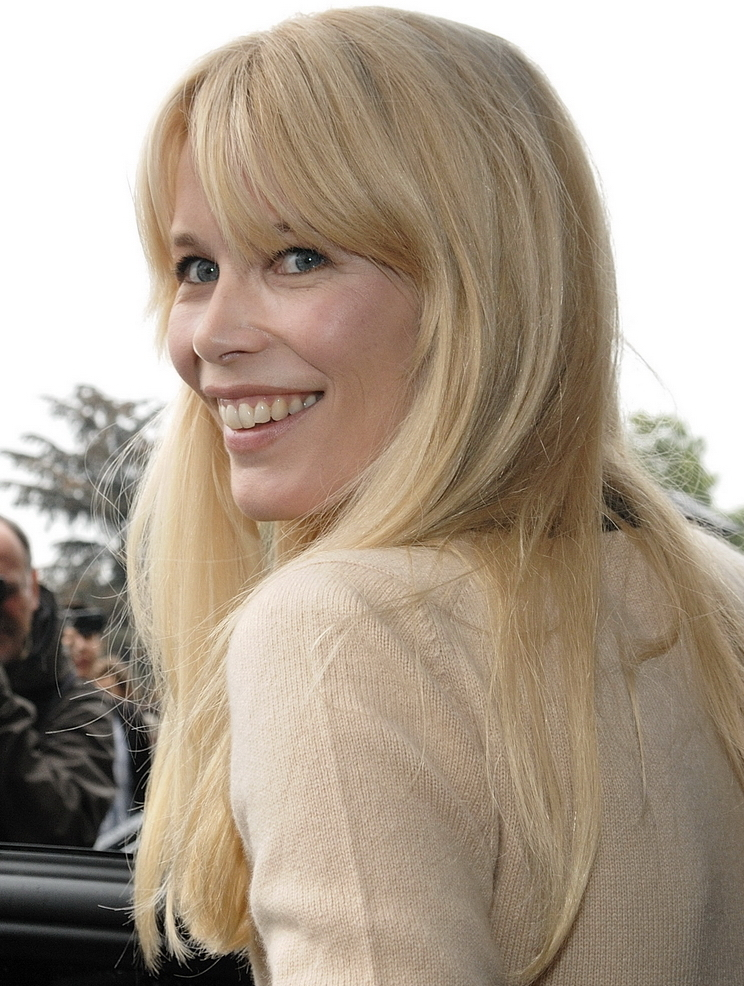
Claudia Schiffer (* 1970)

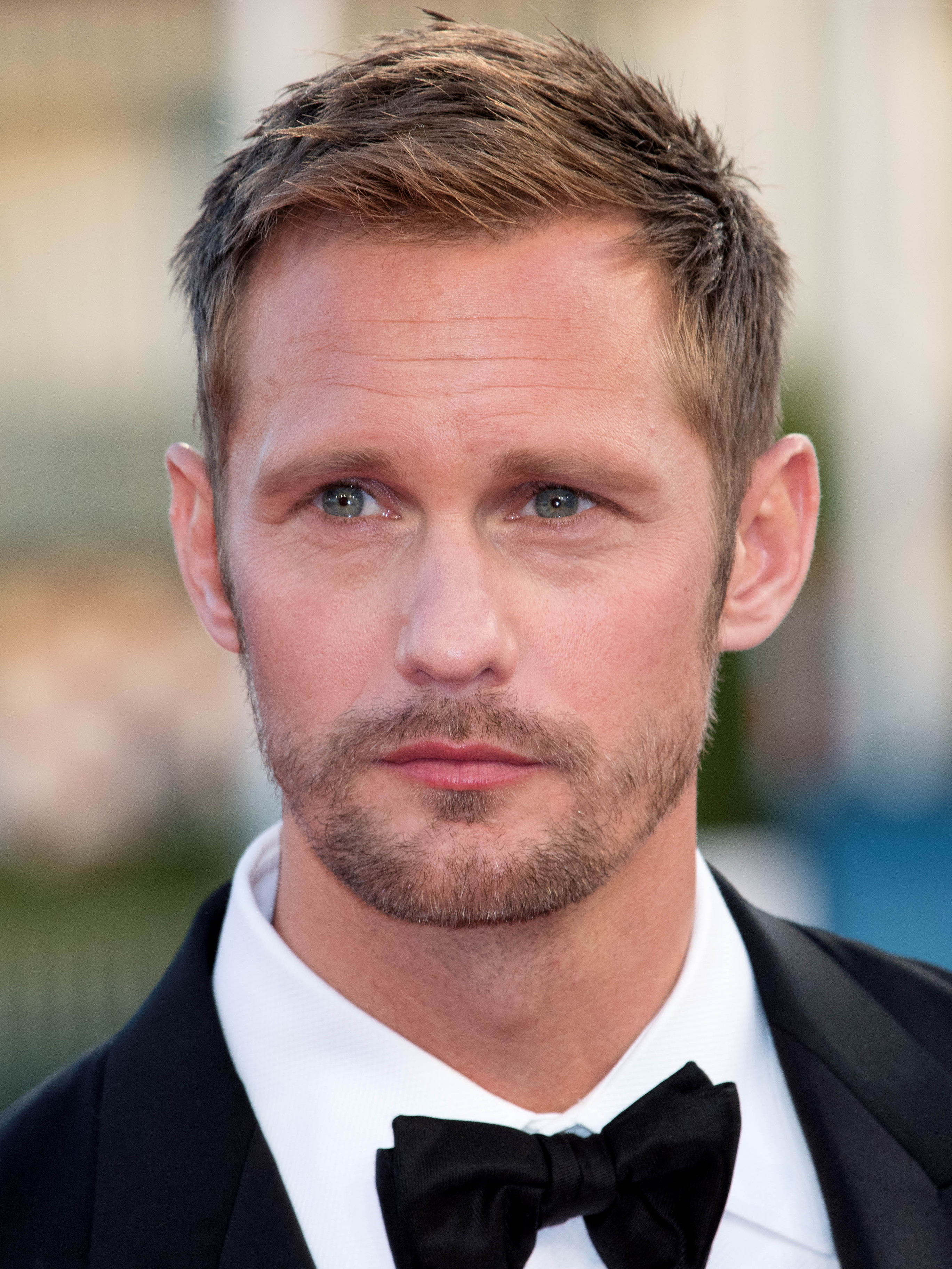
Alexander Skarsgård (* 1976)

- 1509 – Ippolito II. d'Este, italský kardinál a státník († 2. prosince 1572)[1]
- 1530 – Ivan IV. Hrozný, ruský car († 18. března 1584)
- 1561 – Philippe van Lansberge, holandský astronom († 8. prosince 1632)
- 1578 – Henri II. de Rohan, francouzský vojevůdce, přední vůdce hugenotů († 13. dubna 1638)
- 1662 – John Leverett mladší, americký prezident Harvardu († 3. května 1724)
- 1707 – Ludvík I. Španělský, španělský král z rodu Bourbonů († 31. srpna 1724)
- 1719 – Charles-Amédée-Philippe van Loo, francouzský malíř († 15. listopadu 1795)
- 1724 – George Stubbs, britský malíř († 10. července 1806)
- 1744 – Johann Gottfried Herder, německý spisovatel a filosof († 18. prosince 1803)
- 1752 – Karl Mack von Leiberich, vojevůdce a podmaršálek rakouské armády († 22. prosince 1828)
- 1767 – Louis de Saint-Just, francouzský revolucionář a spisovatel († 28. července 1794)
- 1769 – Georges Cuvier, francouzský zoolog a paleontolog († 13. května 1832)
- 1772 – Vilém I. Nizozemský, nizozemský král († 12. prosince 1843)
- 1786 – Ludvík I. Bavorský, bavorský král († 29. února 1868)
- 1802 – Nikolaus Lenau, rakouský básník († 22. srpna 1850)
- 1818 – Thomas Francis Wade, britský diplomat a sinolog († 31. července 1895)
- 1819 – Allan Pinkerton, americký soukromý detektiv († 1. července 1884)
- 1836 – Francis Bret Harte, americký spisovatel († 6. května 1902)
- 1840 – Eugène Trutat, francouzský přírodovědec a fotograf († 6. srpna 1910)
- 1841 – Emil Theodor Kocher, švýcarský lékař, nositel Nobelovy ceny († 27. července 1917)
- 1845
  - Judith Gautier, francouzská spisovatelka († 26. prosince 1917)
  - Ludvík II., bavorský král († 13. června 1886)
- 1847 – Olivier de Bacquehem, předlitavský státní úředník a politik († 22. dubna 1917)
- 1850
  - Charles Richet, francouzský fyziolog, nositel Nobelovy ceny († 4. prosince 1935)
  - Pavel Axelrod, ruský politik († 16. dubna 1928)
- 1851 – Alexandr Oranžský, nizozemský princ z Oranžsko-nasavské dynastie († 21. června 1884)
- 1862
  - Sergej Nilus, ruský spisovatel náboženských textů, mystik († 14. ledna 1929)
  - Karl Heinold, ministr vnitra Předlitavska († 29. prosince 1943)
- 1869 – Tom Kiely, irský olympijský vítěz v desetiboji v roce 1904 († 6. listopadu 1951)
- 1878 – Slavko Kvaternik, chorvatský zakladatel ustašovského hnutí († 13. června 1947)
- 1880 – Robert Stolz, rakouský hudební skladatel a dirigent († 27. června 1975)
- 1882 – Seán Thomas O'Kelly, irský prezident († 23. listopadu 1966)
- 1883 – Pierre-Georges Latécoère, francouzský podnikatel a průkopník letectví († 10. srpna 1943)
- 1894 – Anthony Winter, australský olympijský vítěz v trojskoku († 6. května 1955)
- 1898 – Helmut Hasse, německý matematik († 26. prosince 1975)
- 1900 – Hans Adolf Krebs, německý, později anglický biochemik († 22. listopadu 1981)
- 1901 – Kjeld Abell, dánský dramatik († 5. března 1961)
- 1903
  - Bruno Bettelheim, americký psycholog († 13. března 1990)
  - Arpad Elo, americký fyzik maďarského původu († 5. listopadu 1992)
- 1904 – Wilhelm Abel, německý historik († 27. dubna 1985)
- 1905 – Maria Faustyna Kowalska, polská katolická světice († 5. října 1938)
- 1909
  - Arwel Hughes, velšský hudební skladatel, dirigent a varhaník († 23. září 1988)
  - Paul Steinitz, anglický varhaník a pedagog († 21. dubna 1988)
- 1910 – Dorothea Tanning, americká výtvarnice († 31. ledna 2012)
- 1911
  - Võ Nguyên Giáp, vietnamský generál a státník († 4. října 2013)
  - André Leroi-Gourhan, francouzský antropolog, archeolog a historik († 19. února 1986)
- 1912 – Erich Honecker, německý komunistický politik († 29. května 1994)
- 1916
  - Frederick Chapman Robbins, americký pediatr a virolog, nositel Nobelovy ceny († 4. srpna 2003)
  - Ethel Stark, kanadská houslistka, dirigentka a hudební pedagožka († 16. února 2012)
- 1917
  - Tošio Kató, japonský matematik († 2. října 1999)
  - Mel Ferrer, americký herec a režisér († 2. června 2008)
- 1918 – Leonard Bernstein, americký dirigent a skladatel († 14. října 1990)
- 1922 – Gustavo Alatriste, mexický filmový producent, scenárista, herec a režisér († 22. července 2006)
- 1923 – Álvaro Mutis, kolumbijský básník, prozaik a esejista († 22. září 2013)
- 1925 – Carrie Smith, americká zpěvačka († 20. května 2012)
- 1927 – Althea Gibsonová, americká tenistka († 28. září 2003)
- 1928 – Herbert Kroemer, německý fyzik, nositel Nobelovy ceny
- 1929 – Dominique Fernandez, francouzský spisovatel
- 1930
  - Sean Connery, skotský herec, představitel Jamese Bonda († 31. října 2020)
  - Georgij Danělija, gruzínský filmový režisér († 4. dubna 2019)
  - Baldur Ragnarsson, esperantský básník a překladatel († 25. prosince 2018)
- 1931 – Cecil Dale Andrus, americký politik († 24. srpna 2017)
- 1933
  - Wayne Shorter, americký jazzový saxofonista
  - Tom Skerritt, americký filmový herec
  - Rune Gustafsson, švédský jazzový kytarista a hudební skladatel († 15. června 2012)
- 1934 – Akbar Hášemí Rafsandžání, íránský prezident a spisovatel († 8. ledna 2017)
- 1938 – Frederick Forsyth, britský spisovatel († 9. června 2025)
- 1941 – Ivan Fiala, československý horolezec († 13. července 2018)
- 1943 – Niles Eldredge, americký paleontolog a evoluční biolog
- 1944
  - Anthony Heald, americký herec
  - Pat Martino, americký kytarista († 1. listopadu 2021)
- 1947 – Keith Tippett, britský jazzový pianista a skladatel († 14. června 2020)
- 1949
  - Martin Amis, anglický spisovatel († 19. května 2023)
  - Salif Keita, popový zpěvák z Mali
  - John Savage, americký herec
  - Harold Ivory Williams, americký hráč na klávesové nástroje († 9. června 2010)
  - Gene Simmons, americký rockový baskytarista, člen skupiny Kiss
- 1950 – Willy DeVille, americký hudebník († 6. srpna 2009)
- 1951
  - Rob Halford, britský heavymetalový zpěvák, člen skupiny Judas Priest
  - Rino Fisichella, italský arcibiskup a teolog
- 1952 – Geoff Downes, britský hudebník (Yes)
- 1954 – Elvis Costello, anglický hudebník
- 1955 – Simon Richard Green, britský autor science fiction a fantasy
- 1956 – Henri Toivonen, finský rallyový jezdec († 2. května 1986)
- 1958 – Tim Burton, americký filmový režisér
- 1959
  - Ernest Bokroš, slovenský hokejista a trenér
  - Ian Falconer, americký ilustrátor, spisovatel, scénograf
- 1960 – Lee Archambault, americký astronaut
- 1961
  - Oleg Božjev, bývalý sovětský a ruský rychlobruslař
  - Billy Ray Cyrus, americký zpěvák a herec
- 1962
  - Vivian Campbell, irský hudebník (Def Leppard, Whitesnake)
  - Taslima Nasrinová, bangladéšská spisovatelka
- 1964 – Maxim Lvovič Koncevič, ruský matematik
- 1966
  - Derek Sherinian, americký klávesista
  - Alexandra Pavelková, slovenská spisovatelka
- 1967
  - Jeff Tweedy, americký hudebník
  - Tom Hollander, anglická herec
- 1969 – Rachel Shelley, britská herečka a modelka
- 1970 – Claudia Schiffer, německá modelka a herečka
- 1972
  - Róbert Tomaschek, slovenský fotbalista
  - Jean-Luc Brassard, kanadský akrobatický lyžař
- 1976 – Alexander Skarsgård, švédský herec a režisér
- 1981
  - Rachel Bilsonová, americká herečka
  - Camille Pinová, francouzská tenistka
  - Jean-Julien Rojer, nizozemský tenistadoplnění
- 1986 – Erika Bršelová, slovenská atletka
- 1987
  - Amy MacDonaldová, skotská zpěvačka
  - Blake Lively, americká herečka a modelka
- 1988 – Alexandra Burke, americká zpěvačka
- 1998 – China Anne McClain, americká herečka, zpěvačka a skladatelka
- 2002 – Charley Yang, korejsko-americký zpěvák, skladatel a producent (také známý jako BoyWithUke)
- 2006 – Andrea Kimi Antonelli, italský automobilový závodník

## Úmrtí
Automatický abecedně řazený seznam viz Kategorie:Úmrtí 25. srpna

### Česko

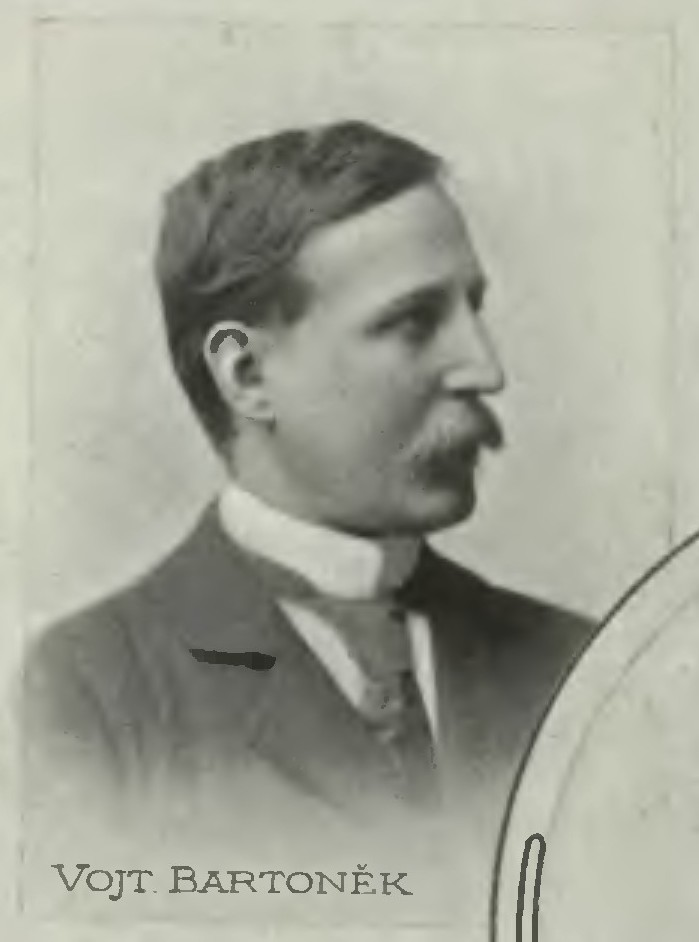
Vojtěch Bartoněk († 1908)

- 1613 – David Gans, židovský učenec, matematik a astronom (* 1541)
- 1849 – Vojtěch Suchý, miniaturista (* 27. dubna 1783)
- 1898 – František rytíř Stejskal, policejní prezident ve Vídni a v Praze (* 20. října 1829)
- 1908 – Vojtěch Bartoněk, malíř a restaurátor (* 28. března 1859)
- 1926 – Milutin Križko, československý politik (* 30. března 1871)
- 1931 – Alois Kolísek, československý politik (* 1. dubna 1868)
- 1936 – Julius Tandler, rakouský lékař, politik a sociální reformátor (* 16. února 1869)
- 1938 – Jiří Janda, zoolog, zakladatel Zoo Praha (* 24. dubna 1865)
- 1945 – Zdenka Košáková, zahradní architektka, návrhářka a malířka (* 5. března 1899)
- 1977 – Jan Lukeš, spisovatel a hudební skladatel (* 12. července 1912)
- 1999 – Ivan Tuček, akrobatický pilot (* 19. listopadu 1942)
- 2002 – Květa Manoušková, sochařka (* 15. června 1927)
- 2003 – Zdeněk Kessler, právník, soudce a předseda Ústavního soudu České republiky (* 29. prosince 1926)
- 2011 – Jan Haluza, politik, atlet, běžec a trenér (* 12. července 1914)

### Svět

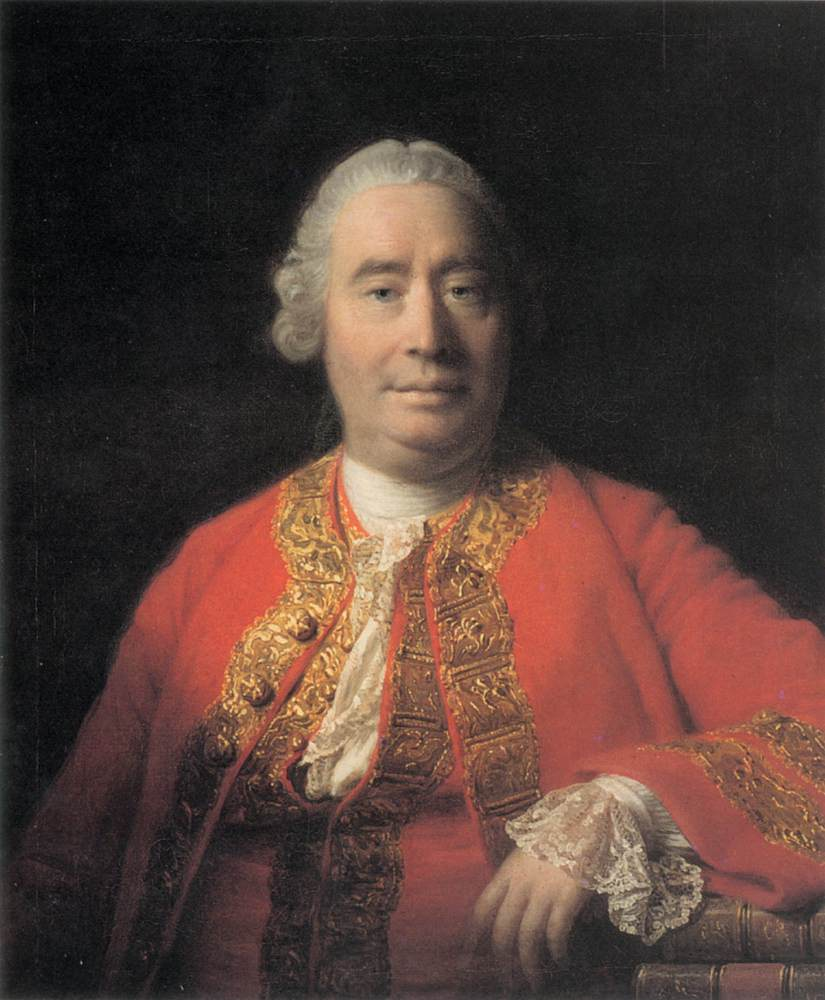
David Hume († 1776)

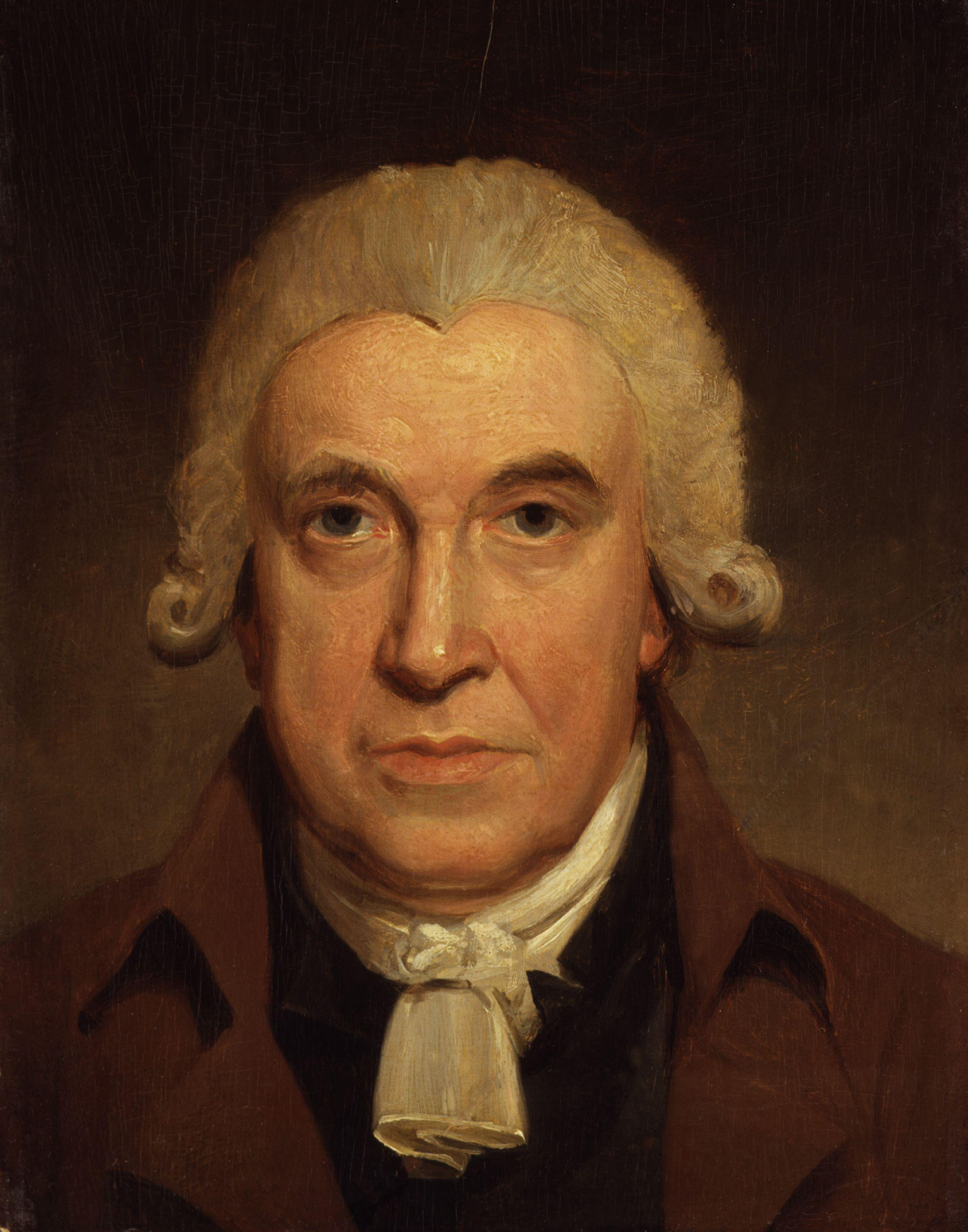
James Watt († 1819)

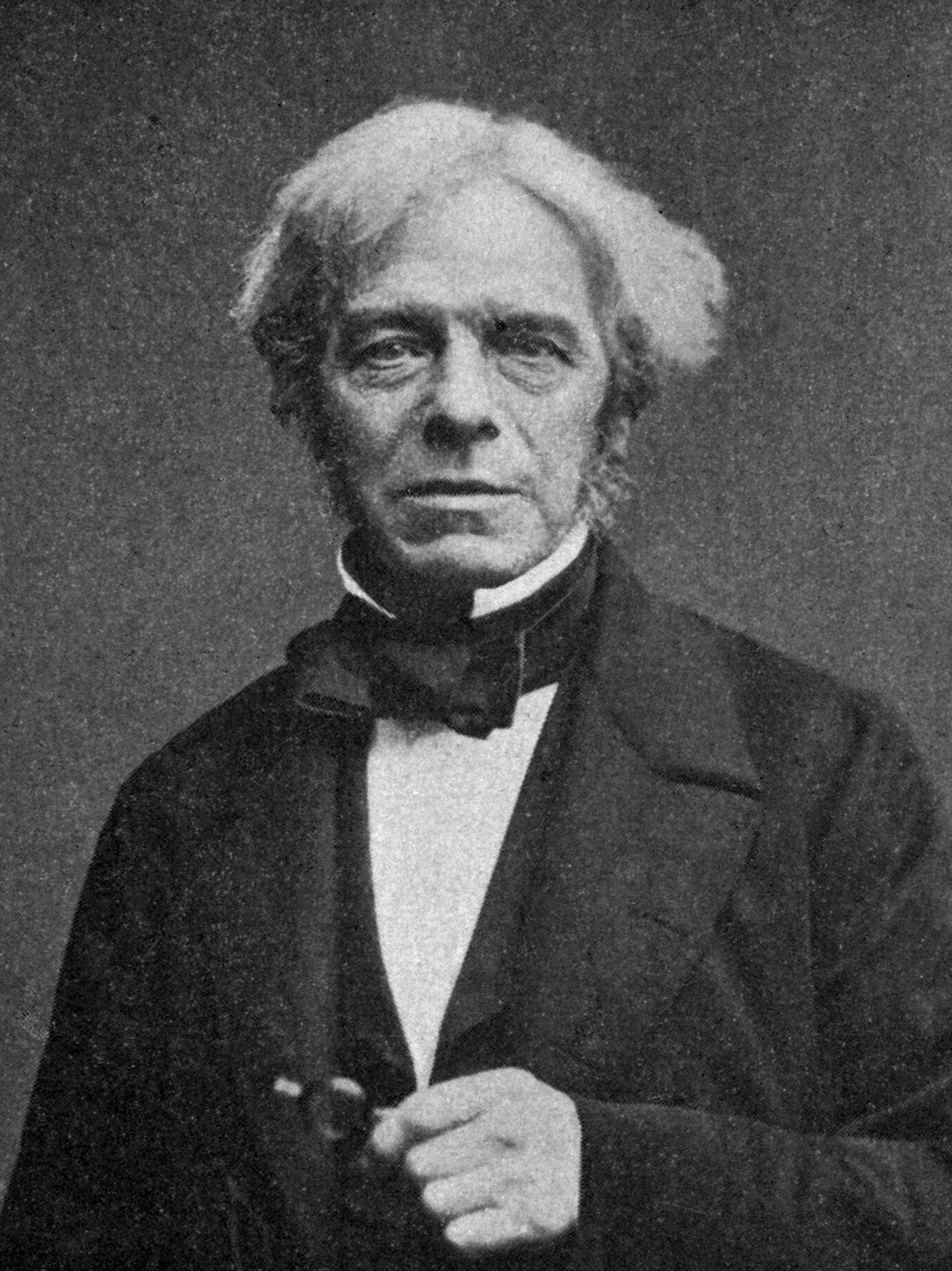
Michael Faraday († 1867)

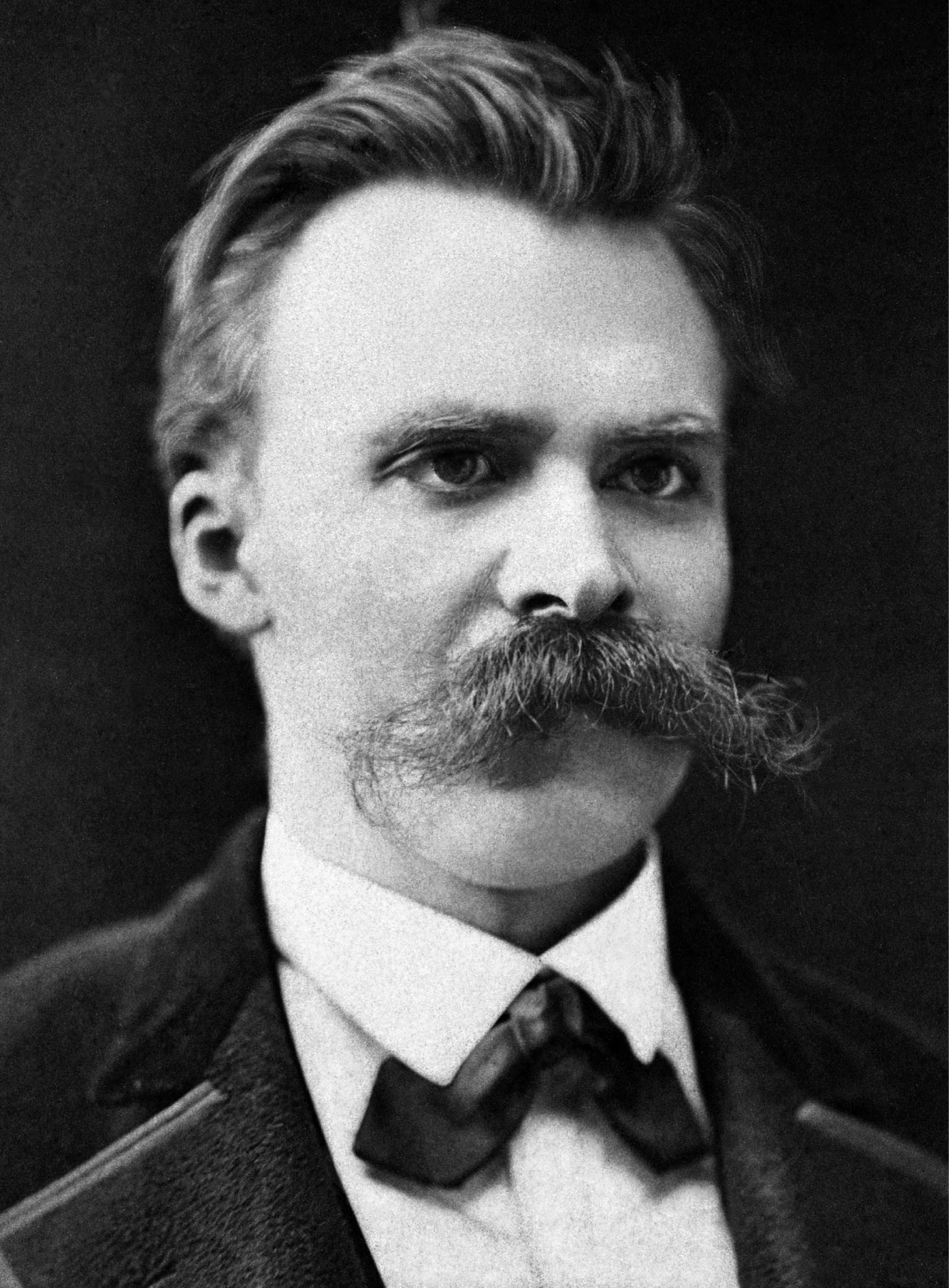
Friedrich Nietzsche († 1900)

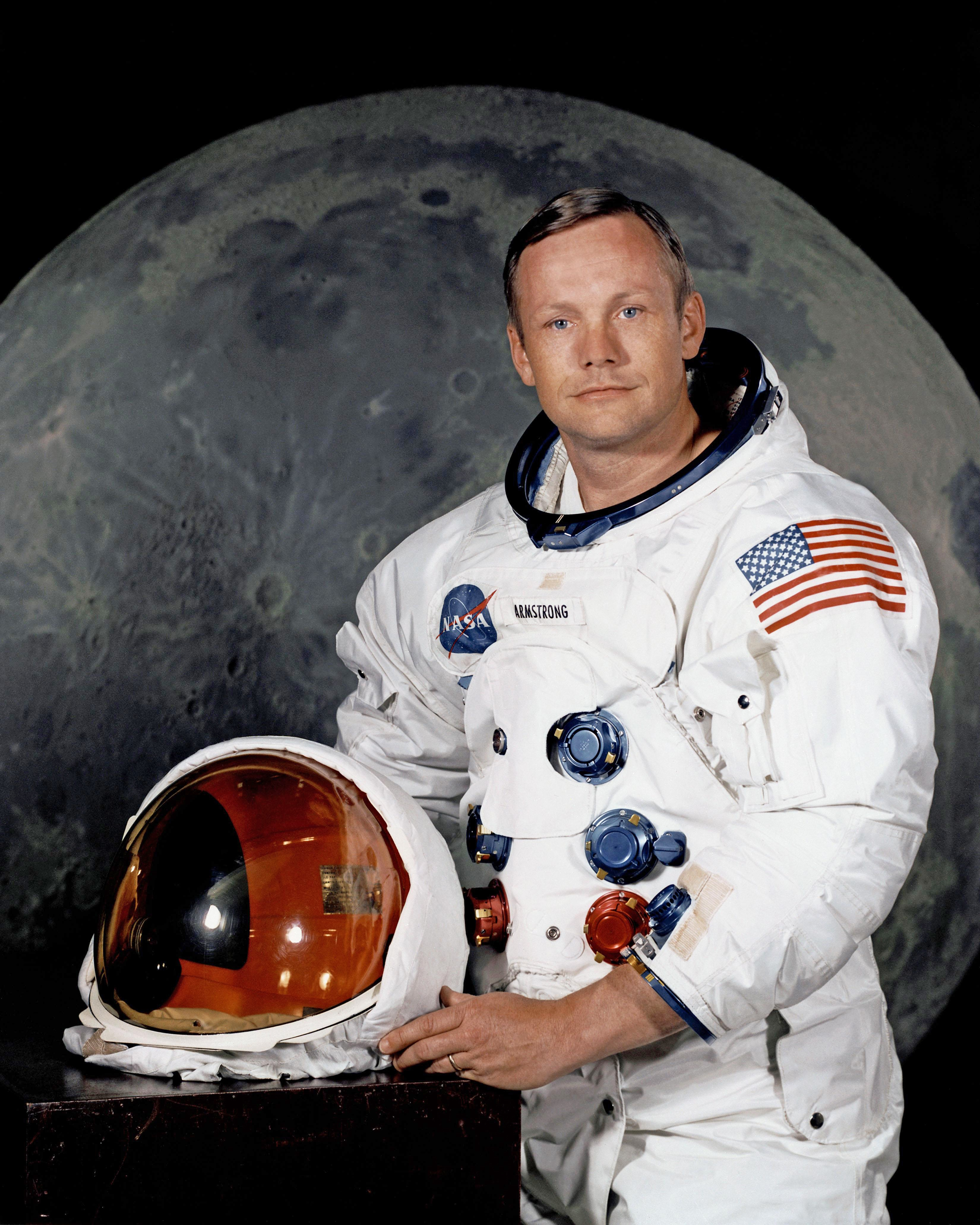
Neil Armstrong († 2012)

- 1270 – Ludvík IX., francouzský král (* 25. dubna 1214)
- 1271 – Jana z Toulouse, hraběnka z Toulouse (* 1220)
- 1298 – Albrecht II. Saský, saský vévoda a kurfiřt (* 1250)
- 1322 – Beatrix Svídnicko-Javorská, bavorská vévodkyně a římskoněmecká královna (* 1290)
- 1482 – Markéta z Anjou, anglická královna jako manželka Jindřicha VI. (* březen 1430)
- 1600 – Gracia Hosokawa, japonská samurajka (* 1563)
- 1604 – Sakina Banu Begum, dcera mughalského císaře Humajúna
- 1648 – Josef Kalasanský, zakladatel a první generální představený řádu piaristů (* 1556)
- 1699 – Kristián V. Dánský, král Dánska a Norska (* 15. dubna 1646)
- 1738 – Alžběta Meklenburská, meklenburská princezna (* 3. září 1668)
- 1741 – Siméon Garangeau, francouzský stavitel vojenských objektů (* 1647)
- 1742 – Carlos Seixas, portugalský hudební skladatel (* 11. června 1704)
- 1768 – Johann Conrad Seekatz, německý rokokový malíř (* 4. září 1719)
- 1774 – Niccolò Jommelli, italský hudební skladatel, (* 10. září 1714)
- 1776 – David Hume, skotský filosof, historik a ekonom (* 26. dubna 1711)
- 1792 – Jacques Cazotte, francouzský spisovatel (* 17. října 1719)
- 1805 – William Henry, vévoda z Gloucesteru a Edinburghu, britský princ (* 25. listopadu 1743)
- 1819 – James Watt, skotský vynálezce a konstruktér (* 30. ledna 1736)
- 1822 – William Herschel, britský astronom, skladatel a stavitel dalekohledů (* 15. listopadu 1738)
- 1864 – Ludwig Hohenegger, geolog a manažer průmyslových podniků (* 8. června 1807)
- 1867 – Michael Faraday, anglický chemik a fyzik (* 22. září 1791)
- 1882 – Friedrich Reinhold Kreutzwald, estonský spisovatel (* 26. prosince 1803)
- 1900 – Friedrich Nietzsche, německý filozof (* 15. října 1844)
- 1904 – Henri Fantin-Latour, francouzský malíř a litograf (* 14. ledna 1836)
- 1908 – Henri Becquerel, francouzský fyzik, nositel Nobelovy ceny (* 15. prosince 1852)
- 1909 – Vissarion Džugašvili, otec Josifa Stalina (* 1850)
- 1911 – Anton Emanuel Schönbach, rakouský germanista a literární vědec (* 29. května 1848)
- 1925 – Franz Conrad von Hötzendorf, rakousko-uherský voják a politik, náčelník generálního štábu za 1. světové války (* 11. listopadu 1852)
- 1936
  - Sergej Kameněv, sovětský vojenský velitel (* 4. dubna 1881)
  - Grigorij Zinovjev, ruský bolševický politik, popraven za Stalinových čistek (* 23. září 1883)
- 1938 – Alexandr Kuprin, ruský spisovatel tatarského původu (* 7. září 1870)
- 1940 – Édouard Michelin, francouzský vynálezce (* 23. června 1859)
- 1945 – Willis Lee, americký admirál a sportovní střelec, pětinásobný olympijský vítěz (* 11. května 1888)
- 1956 – Alfred Charles Kinsey, americký psycholog, biolog a etolog (* 23. června 1894)
- 1957 – Leo Perutz, německý spisovatel a dramatik (* 2. listopadu 1884)
- 1958 – John Watson, americký psycholog (* 9. ledna 1878)
- 1963 – Ivan Bahrjanyj, ukrajinský spisovatel (* 2. října 1907)
- 1965 – John Hayes, americký olympijský vítěz v maratonu (* 10. dubna 1886)
- 1967 – Paul Muni, americký herec (* 22. září 1895)
- 1976 – Eyvind Johnson, švédský spisovatel, nositel Nobelovy ceny (* 29. července 1900)
- 1979
  - Stan Kenton, americký jazzový klavírista a hudební skladatel (* 15. prosince 1911)
  - Fedor Fridrich Ruppeldt, slovenský publicista, kulturní historik, překladatel, hudebník, politik a evangelický biskup (* 1. června 1886)
- 1981 – Sașa Pană, rumunský spisovatel (* 8. srpna 1902)
- 1982 – Anna German, polská zpěvačka (* 14. února 1936)
- 1984 – Truman Capote, americký spisovatel (* 30. září 1924)
- 1987 – Roger Houdet, francouzský politik (* 14. června 1899)
- 1988 – Françoise Dolto, francouzská psychoanalytička a pediatrička (* 6. listopadu 1908)
- 1990 – David Hampshire, britský automobilový závodník (* 29. prosince 1917)
- 1997 – Robert Pinget, francouzský spisovatel (* 19. června 1919)
- 1998 – Andrej Chmelko, slovenský spisovatel (* 19. listopadu 1908)
- 2000
  - Ivan Stambolić, srbský komunistický politik (* 5. listopadu 1936)
  - Jack Nitzsche, americký hudebník a hudební skladatel (* 22. dubna 1937)
- 2001
  - Aaliyah, americká zpěvačka (* 16. ledna 1979)
  - Jozef Zlocha, slovenský geolog, důlní inženýr, politik (* 6. června 1940)
- 2002
  - Karolina Lanckorońska, polská vědkyně (* 11. srpna 1898)
  - Július Pántik, slovenský herec (* 15. ledna 1922)
- 2004 – Kunata Kottulinsky, viceprezident Rakouské národní banky (* 6. dubna 1914)
- 2005 – Peter Glotz, německý politik, publicista, politolog (* 6. března 1939)
- 2007
  - Edouard Gagnon, kanadský kardinál (* 15. ledna 1918)
  - Raymond Barre, francouzský premiér (* 12. dubna 1924)
  - Štefan Žáry, slovenský básník, spisovatel, překladatel a novinář (* 12. prosince 1918)
- 2009 – Edward Kennedy, americký politik (* 22. února 1932)
- 2011 – Eugene Nida, americký lingvista (* 11. listopadu 1914)
- 2012
  - Neil Armstrong, americký kosmonaut, první člověk na Měsíci (* 5. srpna 1930)
  - Gilmar, brazilský fotbalista (* 22. srpna 1930)

## Svátky
| 25. srpen v pražském KlementinuÚdaje jsou platné k 8. 7. 2025. | 25. srpen v pražském KlementinuÚdaje jsou platné k 8. 7. 2025. | 25. srpen v pražském KlementinuÚdaje jsou platné k 8. 7. 2025. |
| minimum                                                        | denní průměr                                                   | maximum                                                        |
| -------------------------------------------------------------- | -------------------------------------------------------------- | -------------------------------------------------------------- |
| 7,0 °C (1839)                                                  | 17,4 °C (od 1961)                                              | 33,4 °C (1807)                                                 |

### Česko
- Radim

Katolický kalendář
- sv. Ludvík
- sv. Benedikt a druhové